# Bensenville (Illinois)
Bensenville est un village situé à cheval sur les comtés de Cook et de DuPage dans l'État de l'Illinois, aux États-Unis,. Il est incorporé le 17 juillet 1894. Le village est situé en banlieue proche de Chicago, à proximité de l'aéroport international O'Hare de Chicago.

## Démographie
Lors du recensement de 2010, le village comptait une population de 18 352 habitants. Elle est estimée, en 2016, à 18 355 habitants.

## Source de la traduction
- (en) Cet article est partiellement ou en totalité issu de l’article de Wikipédia en anglais intitulé « Bensenville, Illinois » (voir la liste des auteurs).